# TV-året 1970

## Händelser

### April
- 1 april - Sveriges Radio-TV börjar sända i färg över hela Sverige.[1]

## TV-program
- 1 januari - Fårö, dokumentärfilm av Ingmar Bergman.
- 1 januari - Svenska Ords revy Spader, Madame! med bland andra Hans Alfredson, Tage Danielsson, Birgitta Andersson och Martin Ljung.
- 10 januari - Start för en ny omgång av Hylands hörna med Lennart Hyland, Sylvia Vrethammar och Carl-Gustaf Lindstedt.
- 14 januari - TV-pjäsen Rullgardinen med Håkan Serner, Yvonne Lombard, Roland Hedlund med flera.
- 29 januari - Premiär för musikprogrammet Spelhålan med Monica Zetterlund, Gals and Pals med flera.
- 11 februari - Andra omgången av humorserien Publikfriarna med Rolv Wesenlund med flera.
- 12 februari - Cornelis, TV-show med Cornelis Vreeswijk och Carl-Axel Dominiques orkester.
- 13 februari - Ronnie Peterson - tävlingsförare, ett program om racerföraren Ronnie Peterson.
- 15 februari - TV-pjäsen Garderoben med Per Ragnar, Jan Malmsjö och Maud Hansson.
- 22 februari - Halleluja, ett andligt sångprogram med Artur Erikson.
- 23 februari - Här kommer Cooper, underhållning med Tommy Cooper. Del 1 av 7.
- 7 mars - Premiär för Sjöbloms blandning, journalbilder från hela världen samlade av Carl-Uno Sjöblom.
- 8 mars - En kväll med radiohjälpen, underhållning med bland annat Stig Grybe, Sonya Hedenbratt och Carli Tornehave.
- 12 mars - Till Evert Taube, Evert Taube hyllas på 80-årsdagen av Olle Adolphson, Lars Forssell och Cornelis Vreeswijk.
- 13 mars - Ewa mellan Gunnar och Roffe, TV-show med Ewa Roos, Gunnar Wiklund och Roffe Berg.
- 14 mars - Premiär för Gammeldans från Högloftet med Gnesta-Kalle, Eric Öst och Bosse Larsson.
- 22 mars - Start för dramaserien Röda rummet i regi av Bengt Lagerkvist med bland andra Per Ragnar, Jan-Olof Strandberg och Solveig Ternström.
- 30 mars - Mitt namn är Eva Rydberg, TV-show med Eva Rydberg och fyra dansare.
- 3 april - Humorserien Sicken vicka! med Eva Rydberg, Catrin Westerlund, Rolf Bengtsson med flera. Del 1 av 8.
- 4 april - Hej svejs här kommer våren, TV-show med Wenche Myhre.
- 10 april – Seriestart för BBC-serien Henrik VIII:s sex hustrur med Keith Michell i rollen som kung Henrik VIII.
- 11 april - Charlie Norman Show med Charlie Norman, Anni-Frid Lyngstad, Mona Thelmé, Lennie Norman med flera.
- 15 april - TV-pjäsen Slutspel av Samuel Beckett med Bengt Ekerot, Jan Blomberg med flera.
- 18 april - Seriestart för Lördagsträffen med Lasse Holmqvist och gäster.
- 22 april - Hagge Geigerts revy 1970 med Laila Westersund, Sune Mangs, Eva Rydberg, Arne Källerud med flera.
- 25 april - The Robert Karl-Oskar Broberg Show med Robert Broberg.
- 7 maj - Pålsson, komediserie med Sven Lindberg och Fillie Lyckow. Del 1 av 6.
- 17 maj - Thore till tusen, 45 minuter med Thore Skogman.
- 13 juni - Intervjuserien Partiledare på grönbete. Gunnar Helén är huvudperson i första avsnittet.
- 19 juni - Midsommarträffen, Lasse Holmqvist med gäster.
- 20 juni - Ny omgång av den franska kriminalserien Kommissarie Maigret.
- 25 juni - Premiär för Sommarsverige, diverse reportage från Sverige.
- 29 juni - Premiär för Naturväktarna med Torgny Swiss Östgren.
- 1 juli - Premiär för Gammeldags, svensk förströelse med bland andra Monica Nielsen och Bertil Norström.
- 4 juli - Premiär för Öppet hus med Claes af Geijerstam. Ernst-Hugo Järegård och Östen Warnerbring är kvällens gästartister.
- 12 juli - Vad ska vi göra? En revykomedi med Torsten Lilliecrona, Iwar Wiklander, Lena Brogren med flera.
- 23 juli - Ölandsbron, en rapport om brobygget vid Kalmarsund.
- 5 augusti - Premiär för Sommarnöje, vykort från västkusten med Hagge Geigert och gäster.
- 21 augusti - Olafin svarar rätt, Ernst-Hugo Järegård läser en historia av Fritiof Nilsson Piraten.
- 23 augusti - Körsbärsträdgården av Anton Tjechov med Margaretha Krook, Maud Hansson, Jan-Olof Strandberg med flera.
- 30 augusti - En ny omgång av Godnattstunden med Beppe Wolgers.
- 30 augusti - Rune Lindströms bygdespel Den underbara pälsen med Per Grundén, Harriet Forssell, George Thunstedt med flera.
- 8 september - Premiär för kriminalserien Sonja med bl.a. Mimmo Wåhlander, Claes Sylwander och Berta Hall.
- 12 september - The PoW Show med Povel Ramel och Wenche Myhre.
- 17 september - Start för den engelska dramaserien Familjen Ashton i TV 2. Del 1 av 13.
- 19 september - Premiär för barnprogrammet Istället för Tarzan med Sune Mangs, Lill Lindfors, Svante Thuresson med flera.
- 9 oktober - Barnprogrammet The Pling Plong Show med Robert Broberg. Del 1 av 5.
- 13 oktober - Start för magasinet Vi i norden med Åke Djurberg.
- 17 oktober - Revymusicalen Utsålt med Monica Nielsen, Allan Edwall, Monica Zetterlund och Björn Gustafson.
- 21 oktober - Premiär för musikprogrammet När stenkakan slog med Svenne Hedlund, Anni-Frid Lyngstad, Björn Skifs med flera.
- 6 november - TV-serien Söderkåkar med bland andra Sune Mangs, Arne Källerud, Gunn Wållgren och Monica Zetterlund.
- 2 november - Premiär för Sydnytt, regionala nyheter över Skåne.
- 7 november - Seriestart för underhållningen Revy med Jan Malmsjö, Monica Nielsen och Isa Quensel. Del 1 av 3.
- 21 november - Cowboy in Sweden, musikprogram med Lee Hazlewood och Nina Lizell.
- 1 december - Årets julkalender är Regnbågslandet.
- 4 december - Humorprogrammet Kyssen med Ardy Strüwer och Lasse Åberg.
- 5 december - Med Jan Lindblad i Guayana, naturprogram med Jan Lindblad. Första programmet av sex.
- 6 december - Ny omgång av allsångsprogrammet Sjung med Egon med Egon Kjerrman. Kvällens gäst: Lill-Babs.
- 7 december - Bertil Boo 25 år som artist, en dokumentär om sångaren Bertil Boo.
- 20 december - Ny omgång av Fråga Lund med Lasse Holmqvist och Olle Norell.
- 24 december - Hylands hörna i USA, Lennart Hyland bland svenskamerikaner i Chicago.
- 25 december - TV-pjäsen Tretton dagar med Emy Storm, Göran Stangertz, Lars Green med flera.

### Sveriges Radio-TV
- Premiär för frågesportprogrammet Vi i femman i TV.
- Januari - Svensk premiär för Doris ordnar allt (The Doris Day Show)
- December - Svensk premiär för Mary (The Mary Taylor Moore Show)[2]

## Födda
- 5 maj - Kyan Douglas, amerikansk programledare i TV.
- 17 juli - Alexandra Pascalidou, svensk journalist, programledare i TV och författare.
- 4 december - Peder Lamm, svensk antikexpert och TV-personlighet.

### Fotnoter
1. ↑  20:e århundrades När Var Hur, Bernt Himmelstedt, Forum, 1999
2. ↑  ”Jultradition”. Arkiverad från originalet den 25 april 2012. https://web.archive.org/web/20120425112719/http://www.jultradition.se/tv.htm. Läst 26 mars 2011.